# Philus longipennis
Philus longipennis là một loài bọ cánh cứng trong họ Cerambycidae.